# Luigi Calderini
Luigi Calderini (Torino, 26 febbraio 1880 – Torino, 8 gennaio 1973) è stato un pittore e scultore italiano.

## Biografia
Luigi Calderini figlio del pittore ottocentista romantico Marco e di Jeanne Bourgeois, seguì le lezioni del padre, non frequentando neppure i corsi accademici.
Luigi espose per la prima volta a Torino nel 1900 e si specializzò in paesaggi di mezza montagna, dipinti nelle valli cuneensi e nella Valsesia, a causa della grande considerazione e apprezzamento per la figura paterna, dal quale ricevette profonde influenze, che vanno dalle suggestioni, dalle vedute alle luci, riuscendo però ad esprimere anche un suo stile peculiare.
In questi opere e in quelle immediatamente successive, tra le quali si possono menzionare Accampamento a Gervignano, 1916, Osservatorio antiaerea. Basso Isonzo, 1916; Barche e reti al sole sulla spiaggia di Varigotti, 1919; Donne al lavoro sulla spiaggia, 1927; Barche a riva e anti, che case, 1927, Calderini si caratterizzò per una immediatezza spregiudicata, per un verismo luministico sapiente, per un realismo piemontese ispirato anche da Lorenzo Delleani, e per una innovativa riduzione degli elementi figurativi, il tutto intriso di tinte pure e contrastanti.
I cortili impreziositi dalla presenza degli animali, i tramonti e le albe della Valchiusella e della Valsesia hanno rappresentato per anni la continuità della pittura paesaggistica piemontese, prima della apparizione innovativa dell'arte di Felice Carena e Felice Casorati.
Dopo un buon successo riscosso alla Promotrice di Torino del 1902, Calderini non espose solamente nella sua città: per esempio, a Milano, si fece conoscere anche come scultore animalista.
La prima personale di pittura, a Ferrara nel 1913 ribadì il suo successo di critica e di pubblico, con l'assegnazione di un premio per l'opera Torrente Marmore in Val d'Aosta.
All'Esposizione di Milano nel 1917 si mise in evidenza con l'opera Colonna di prigionieri austriaci condotta dalla cavalleria italiana, che durante l'occupazione seguente a Caporetto, fu inizialmente ritenuta distrutta dagli Austriaci, invece fu solamente sequestrata e nel 1937 e restituita a Calderini.
I suoi maggiori consensi li ottenne dalla scultura, realistica, raffigurante contadini, pastorelle, animali selvatici, non semplicemente copiati ma intrisi di un lirismo descrivente l'umile.
Per quanto riguarda la scultura, completò nel 1906 il monumento commemorativo dell'assedio di Torino del 1706, realizzato per la chiesa della Salute a Lucento (Torino); nel 1907-1908 si impegnò per quattro altorilievi in facciata e i dodici bassorilievi per l'altare maggiore della chiesa di San Genesio di Torino; nel 1908-1910 realizzò le statue di San Massimo e del Beato Valfrè per la facciata della chiesa della Consolata a Torino; del 1916-1917 l'obelisco per i caduti al cimitero di Moncalieri; del 1923 la statua dell'Alpino nel parco della rimembranza di Torre Pellice; del 1928 la statuetta bronzea del Principe Eugenio dopo la vittoria del 1706, per la Scuola di guerra; del 1938 il bassorilievo bronzeo Deposizione e due angeli, per la cappella Bertero-Ruffia al cimitero di Ruffia.

## Opere

### Scultura
- Monumento commemorativo dell'assedio di Torino del 1706, chiesa della Salute a Lucento, Torino, 1906;
- Quattro altorilievi in facciata e dodici bassorilievi per l'altare maggiore, chiesa di San Genesio, Torino, 1907-1908;
- Statue di San Massimo e del Beato Valfrè, chiesa della Consolata, Torino, 1908-1910;
- Obelisco per i caduti, cimitero di Moncalieri, 1916-1917;
- Statua dell'Alpino, parco della rimembranza, Torre Pellice, 1923;
- Statuetta bronzea del Principe Eugenio dopo la vittoria del 1706, Scuola di guerra, 1928;
- Bassorilievo bronzeo Deposizione e due angeli, cappella Bertero-Ruffia, cimitero di Ruffia, 1938.

### Pittura
- Accampamento a Gervignano, 1916;
- Osservatorio antiaerea. Basso Isonzo, 1916;
- Barche e reti al sole sulla spiaggia di Varigotti, 1919;
- Donne al lavoro sulla spiaggia, 1927;
- Barche a riva e anti, che case, 1927.